# Pigeon colombin
Columba oenas
Espèce
Statut de conservation UICN

 LC  : Préoccupation mineure
Le Pigeon colombin (Columba oenas) est une espèce d'oiseaux paneuropéens (jusqu'en Asie occidentale) essentiellement présente en Europe (et surtout au Royaume-Uni qui en abrite 1/3 des populations européennes), qui est en forte régression dans certains pays, semble-t-il parce que son habitat l'est aussi, ainsi que certaines de ses sources de nourriture dans les zones d'agriculture intensive.
Il apprécie les creux des vieux arbres, pour nicher. Le recul du bocage, l'exploitation intensive des forêts lui sont défavorables. Il est par ailleurs chassable en France.
Il est surtout présent dans les forêts anciennes lorsqu'on y a laissé les arbres morts et creux ou des arbres sénescents dont le tronc ou certaines grosses branches sont cariés. Il peut parfois aussi nicher dans les carrières, sur les falaises, dans les rochers, voire dans un terrier de lapin.
Une expérience consistant à poser des nichoirs, dans certaines forêts françaises, pourrait freiner sa régression.

## Description

### Plumage
Pigeon gris, caractéristiques avec les deux barres noires des ailes. L'œil noir, l'absence de blanc sur le croupion, sur le cou et les ailes ainsi que sa plus petite taille le différencient du pigeon ramier.
Les deux sexes sont identiques. Les jeunes n'ont pas les reflets irisés de la gorge et du cou des adultes.

### Mensuration
Le "colombin" mesure environ 30 cm. Il pèse en moyenne 280 g.

### Chant
Roucoulement sourd, rythmé, répété à plusieurs reprises: "ou-wou ou-wou".

### Espérance de vie
Le pigeon colombin, vit en moyenne une dizaine d'années, mais peut atteindre 13 ans.

## Habitat
Cet oiseau fréquente les milieux forestiers riches en vieux arbres et espaces ouverts à végétation basse.
Comme milieux de substitution, il utilise aussi les vieux parcs, le bocage, les vieilles haies vives, les vieux vergers, les allées boisées et parfois les parcs en ville (Paris, Dijon ou Lyon abritent des colombins nicheurs), toujours en dessous de 1 500 m d'altitude. Le Pigeon colombin peut se cantonner dans les falaises calcaires littorales.

## Nourriture
Le pigeon colombin se nourrit surtout de graine, sauvage ou cultivée, de feuilles, de plantules, de baies auxquelles il peut ajouter des animaux invertébrés .

## Reproduction

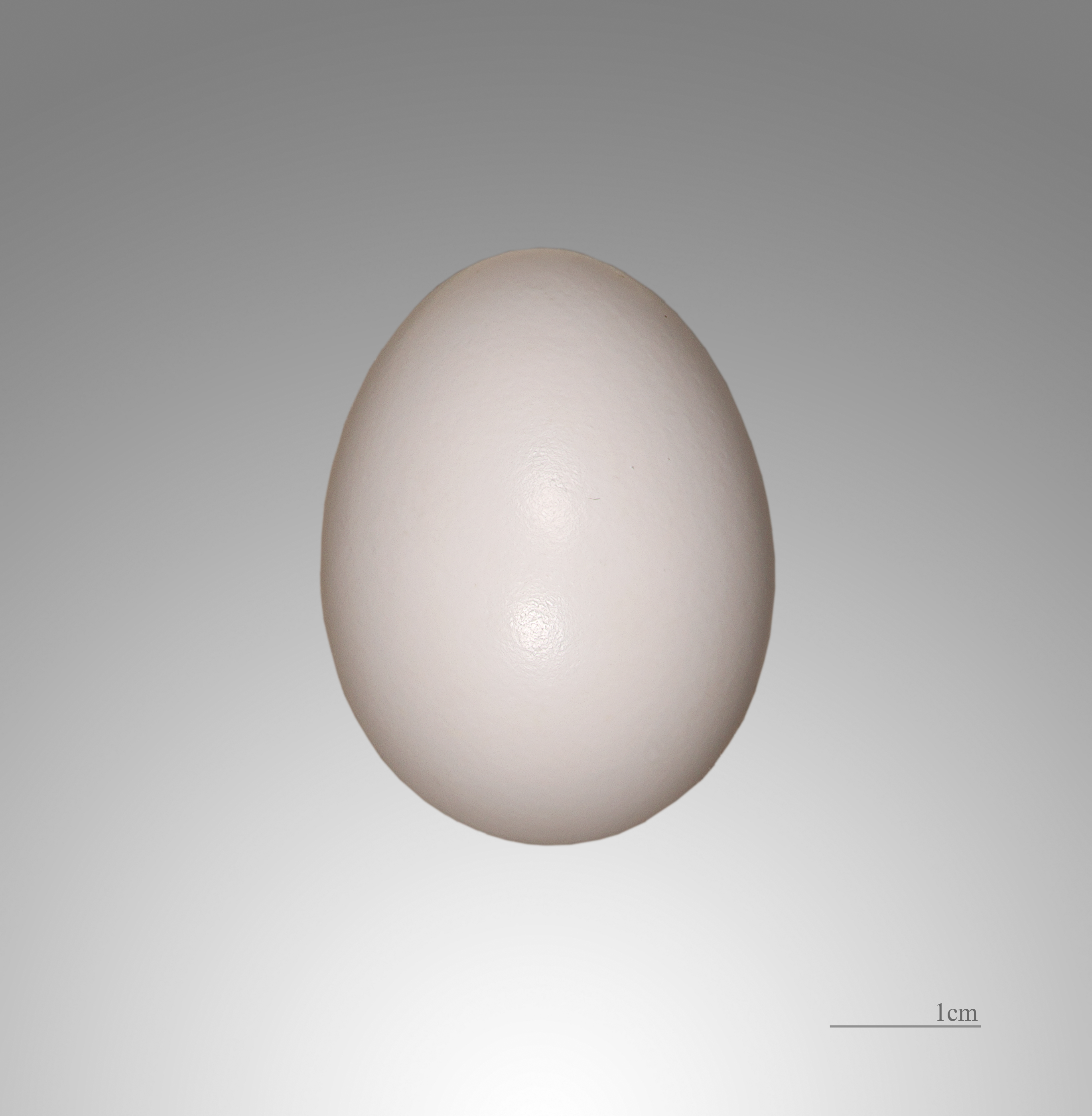
Œuf de Pigeon colombin - Muséum de Toulouse

C'est un cavernicole forestier nichant théoriquement dans les trous des vieux arbres. Parfois dans un bâtiment, mais rarement dans les buissons. Il peut occuper des nids de pics, de pies et d'écureuils.
Il s'est montré localement capable de coloniser des sites rupestres, des carrières, voire parfois des terriers de lapins 
Le couple construit une coupe plate et mince avec des branchettes, des herbes fines, des tiges et des feuilles dans un trou.
La femelle pond 2 œufs blancs, entre mars et août. Le couple se relaient pour la couvaison durant 16 à 18 jours. Ils peuvent faire jusqu'à 3 pontes annuelles. Les jeunes sont nidicoles, ils quittent le nid entre le 26ème et 28ème jour.

## Migration
Sa migration prénuptiale est plus diffuse et plus discrète que celle du pigeon ramier avec lequel il est souvent confondu.

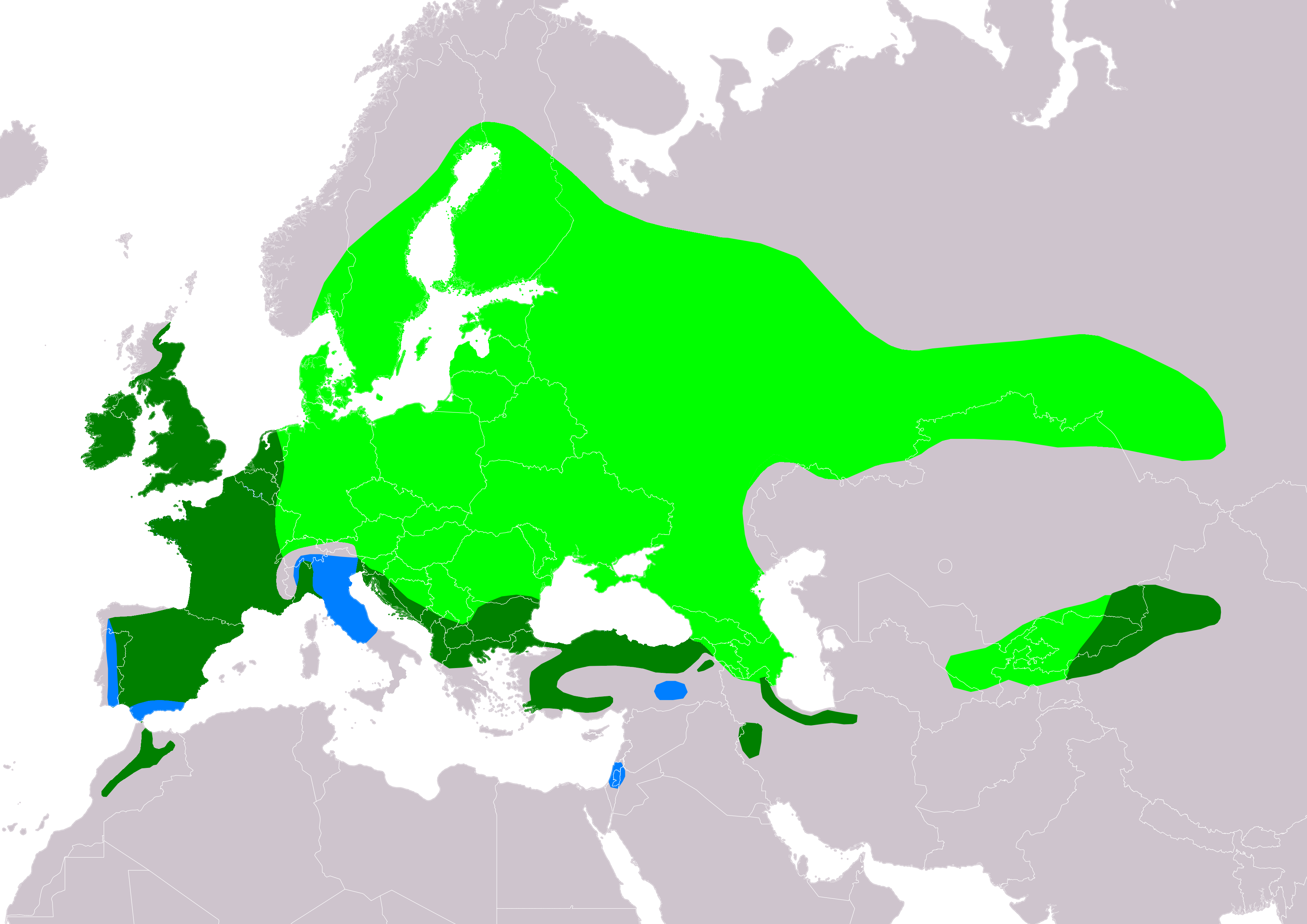

En France, pays critique en raison d'un effondrement des populations, il est partiellement sédentaire. Pour les migrateurs, la migration commence aux environs du 15 février (50 % des oiseaux ont été observés le 5 mars et 99 % le 4 avril). La période proposée par le rapport « Ornis » (2001) est la 3e décade de février, date retenue par l’Observatoire national de la faune sauvage et de ses habitats comme début de la migration prénuptiale.

## État des populations

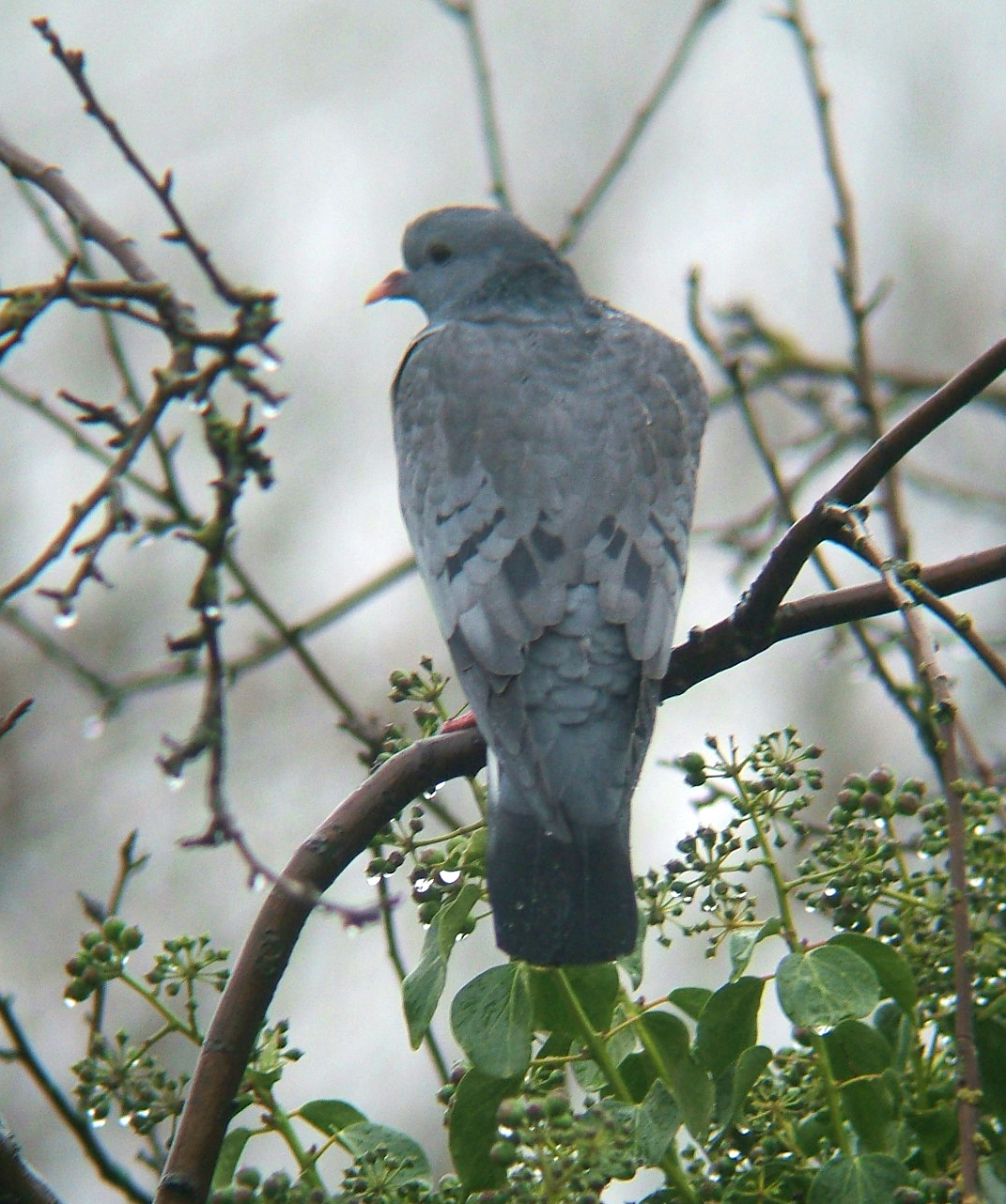
Ce pigeon, vu de dos ou de loin est facilement confondu avec le pigeon ramier, à la chasse notamment, et dans les statistiques cynégétiques.

Non menacé en Europe, il est en forte régression en France depuis 30 ans au moins, où il est "à surveiller", semble-t-il parce que son habitat l'est aussi, et en raison de la chasse; plus de 50 000 pigeons colombins seraient tués par les chasseurs annuellement en France, rien que dans le sud-ouest (pour un effectif nicheur estimé à 1000 à 10 000 couples pour toute la France, par Yeatman en 1976). Il est en fort déclin dans ce pays (- 57 % en 1976) bien que considéré comme non menacé au niveau européen (où il est néanmoins classé en annexe 2 de la Directive oiseaux et en annexe III de la Convention de Berne) et alors que le nombre d'hivernants serait de 100 000 à 200 000 colombins en France.
Les nicheurs semblent avoir disparu du Sud-Ouest du pays. Et moins de 10 % de l'effectif nicheur européen y est représenté, alors que plus de 10 % des hivernants y sont présents.
Une expérience consistant à poser des nichoirs, dans certaines forêts a pour objet d'y freiner sa régression, mais il ne bénéficie pas en France de mesure de protection ni de moratoire pour la chasse.
Ses effectifs sont pourtant encore importants et en augmentation au Royaume-Uni et aux Pays-Bas, et ils sont importants et stables en Russie, Allemagne, Espagne, Biélorussie et Roumanie. Les effectifs se sont légèrement reconstitués en Belgique, au Danemark et en Irlande. En Espagne les populations migratrices sont en déclin bien plus net que les populations sédentaires.
En Suisse, l'espèce a connu un fort déclin entre 1950 et 1980, après quoi les populations se sont stabilisées à un bas niveau. Il y est surtout menacé par la coupe des vieux arbres dans lesquels il trouve des cavités pour se reproduire. Dans le canton de Genève, la pose de nichoirs a permis à l'espèce de se maintenir (même en pleine ville) alors qu'elle régressait dans les autres régions. Il faut toutefois mentionner que le fait que les populations genevoises soient sédentaires a aussi joué un rôle, les individus résidents échappant à la chasse intense du Sud-Ouest de la France.

## Menaces
Outre le recul des vieux arbres creux et de ses habitats forestiers, outre les pesticides parfois évoqués, la chasse est une menace importante pour cette espèce qui se laisse plus facilement leurrer et tuer que le pigeon ramier.
Dans le sud-ouest de la France (région comptant 110 000 chasseurs et environ 15 000 palombières selon l'ONC), la migration d'automne (de 1981 à 1993) comptait 1,8 % de colombins par rapport aux ramiers mais les colombins constituaient 3 % à 20 % des oiseaux abattus. 50 000 à 100 000 colombins sont tués annuellement à la chasse (selon l'ONC, 1986).